# Reprezentacja Austrii w piłce wodnej mężczyzn
Reprezentacja Austrii w piłce wodnej mężczyzn – zespół, biorący udział w imieniu Austrii w meczach i sportowych imprezach międzynarodowych w piłce wodnej, powoływany przez selekcjonera, w którym mogą występować wyłącznie zawodnicy posiadający obywatelstwo austriackie. Za jej funkcjonowanie odpowiedzialny jest Austriacki Związek Pływacki (ÖSV), który jest członkiem Międzynarodowej Federacji Pływackiej.

## Historia
9 lipca 1912 reprezentacja Austrii rozegrała swój pierwszy oficjalny mecz na Igrzyskach Olimpijskich.

## Udział w turniejach międzynarodowych

### Igrzyska olimpijskie
Reprezentacja Austrii 3-krotnie występowała na Igrzyskach Olimpijskich. Najwyższe osiągnięcie 4. miejsce w 1912 roku.

### Mistrzostwa świata
Dotychczas reprezentacji Austrii żadnego razu nie udało się awansować do finałów MŚ.

### Puchar świata
Austrii żadnego razu nie udało się awansować do finałów Pucharu świata.

### Mistrzostwa Europy
Austriackiej drużynie 9 razy udało się zakwalifikować do finałów ME. W 1931 zdobyła brązowe medale.